# Rémi Gaillard

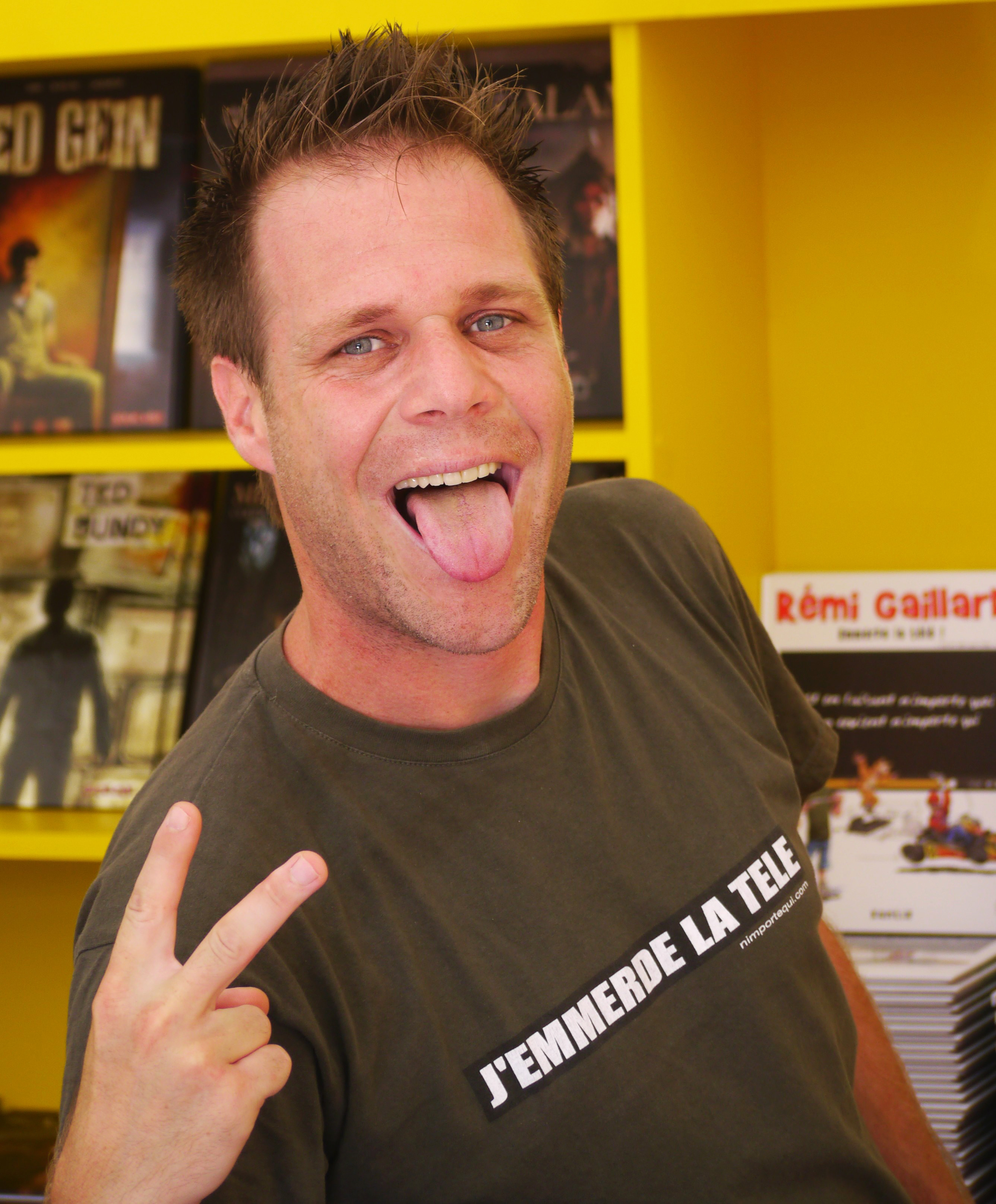
Rémi Gaillard podczas Festival BD O Tour de la Bulle - Montpellier (2011)

Rémi Gaillard (wym. [ʁeˈmi gaˈjaʁ]; ur. 7 lutego 1975 w Montpellier) – francuski komik, znany z krótkometrażowych filmów o charakterze komicznym zamieszczanych w Internecie.
Zwrócił na siebie uwagę francuskich mediów po występie w udokumentowanej serii dowcipów, zawierających jego pojawienie się, przebranego za piłkarza FC Lorient, w finale Pucharu Francji w 2002, gdzie wziął udział w celebracjach i otrzymał gratulacje od ówczesnego prezydenta Francji Jacques'a Chiraca. Gaillard pojawił się przy okazji kilku wydarzeń sportowych, teleturniejach i zjazdach polityków, bez trudu przełamując się przez ochronę.
Gaillarda zainspirowali tacy komicy jak Buster Keaton i Charlie Chaplin. W Internecie zamieszczonych jest wiele krótkometrażowych filmów z udziałem Rémiego Gaillarda. Mają one charakter żartobliwy, ofiarami żartów są nierzadko osoby postronne. Niektóre z nich wymagają zaangażowania kilkudziesięciu lub więcej osób. Kilka nagrań jest poświęconych sztuczkom piłkarskim wykonywanych przez Gaillarda. Miłośnik pokera.
Jego życiowe motto brzmi: „C’est en faisant n’importe quoi, qu’on devient n’importe qui!”, co można tłumaczyć jako: „Robiąc cokolwiek, stajesz się kimkolwiek!” lub „Robiąc byle co, stajesz się byle kim!”.